# Nationaal park Psjavi-Chevsoeretië
Het Nationaal park Psjavi-Chevsoeretië (Georgisch: ფშავ-ხევსურეთის ეროვნული პარკი, Psjav-Chevsoeretis erovnoeli parki) is een nationaal park in het noorden van Georgië, in de gemeente Doesjeti van de regio Mtscheta-Mtianeti. Het park werd in 2014 opgericht met assistentie van het Wereldnatuurfonds en is onderdeel van het 'beschermd gebied Psjavi-Chevsoeretië', waaronder ook het Rosjka natuurmonument en het Asa-reservaat vallen. Het natuurgebied is vernoemd naar de twee cultuurhistorische streken Psjavi en Chevsoeretië.
Het nationaal park helpt bij de bescherming in de Kaukasus van panters, de (gewone)bezoargeit, de endemische Oost-Kaukasische toer, de bruine beer, de Kaukasische lynx, het kaukasushert en de kaukasusgems. Het park is een verbindende schakel tussen nationaal park Kazbegi ten westen en nationaal park Toesjeti ten oosten ervan. In het gebied liggen de cultureel en historisch belangrijke nederzettingen Sjatili en Moetso.
Nationaal park Algeti ·
Nationaal park Bordzjomi-Charagaoeli ·
Nationaal park Dzjavacheti ·
Nationaal park Eroesjeti ·
Nationaal park Kazbegi ·
Nationaal park Kintrisji ·
Nationaal park Kolcheti ·
Nationaal park Matsjachela ·
Nationaal park Mtirala · Nationaal park Psjavi-Chevsoeretië ·
Nationaal park Tbilisi ·
Nationaal park Toesjeti ·
Nationaal park Vasjlovani